# ワイヤー (バンド)
ワイヤー（Wire）は、1976年にイギリスのロンドンで結成されたポストパンク・バンド。

## 概要
イギリスのパンク・ロック・シーンから現れ、1970年代から1980年代において最も影響力のあるグループの一つとしてしばしば言及され、多くの後進アーティストにインスピレーションを与えている。ポストパンク黎明期における重要なバンドであり、実験的な表現や制作プロセスにフォーカスした独特のスタンスで異彩を放ち続けている。

## 経歴
1976年、コリン・ニューマンとブルース・ギルバートが、ワイヤーの前身バンド、Overloadを結成した。そこにグレアム・ルイスとロバート・グレイ（デビュー時のステージネームはロバート・ゴートゥベッド(Robert Gotobed)だったが後に本名名義に変更）が加わり、ワイヤーの原型ができあがった。1977年から4人編成での本格的な活動が始まった。
同年、ソフト・マシーン、後にはブラーなどのプロデューサーで知られるEMIレコードのマイク・ソーンに出会う。同年春、マイク・ソーンがプロデュースしたパンク・ロックのオムニバス・アルバム『The Roxy London WC2』にバズコックスやエックス・レイ・スペックスなどと共に参加し、レコード・デビューを果たした。
ピンク・フロイドがかつて所属した、EMI傘下のハーヴェスト・レコードと契約し、マイク・ソーンのプロデュースで1977年から1979年にかけて、『ピンク・フラッグ』『チェアーズ・ミッシング（旧邦題：消えた椅子）』『154』の3枚のアルバムをリリースした。『ピンク・フラッグ』は1分未満の楽曲も多い、荒削りなパンク・ロック・アルバムだったが、『チェアーズ・ミッシング』『154』ではシンセサイザーやギターエフェクトを多用した、より複雑でアトモスフェリックなサウンドになった。パンク・バンドとしては異色で、「初期のピンク・フロイドを思わせる」と評された。初期の彼らのキャッチフレーズは「ロックでなければなんでもいい」というもので、ロンドン・パンクにおける名台詞のひとつとされている。彼らのアルバムは大手レーベルからリリースされたこともあって、海を超えてアメリカのオルタナティヴ・ロックに大きな影響を与えた。
1980年に解散し、コリン・ニューマンはソロ活動を開始。シングルやアルバムを精力的にリリースする。ルイスとギルバートはドームを結成しアンビエント・ミュージック、インダストリアル・ミュージックにのめり込んだ。
1985年に活動を再開し6枚の作品をリリースした。1990年にドラマーのグレイが脱退し、1992年から2000年にかけて再度活動を休止した。2000年の再始動時は、オリジナル・メンバー4人での復活であったが、2004年にブルース・ギルバートが脱退した。2011年、It Hugs Backのフロントマン、マシュー・シムスがギタリストとして加入した。

## 影響

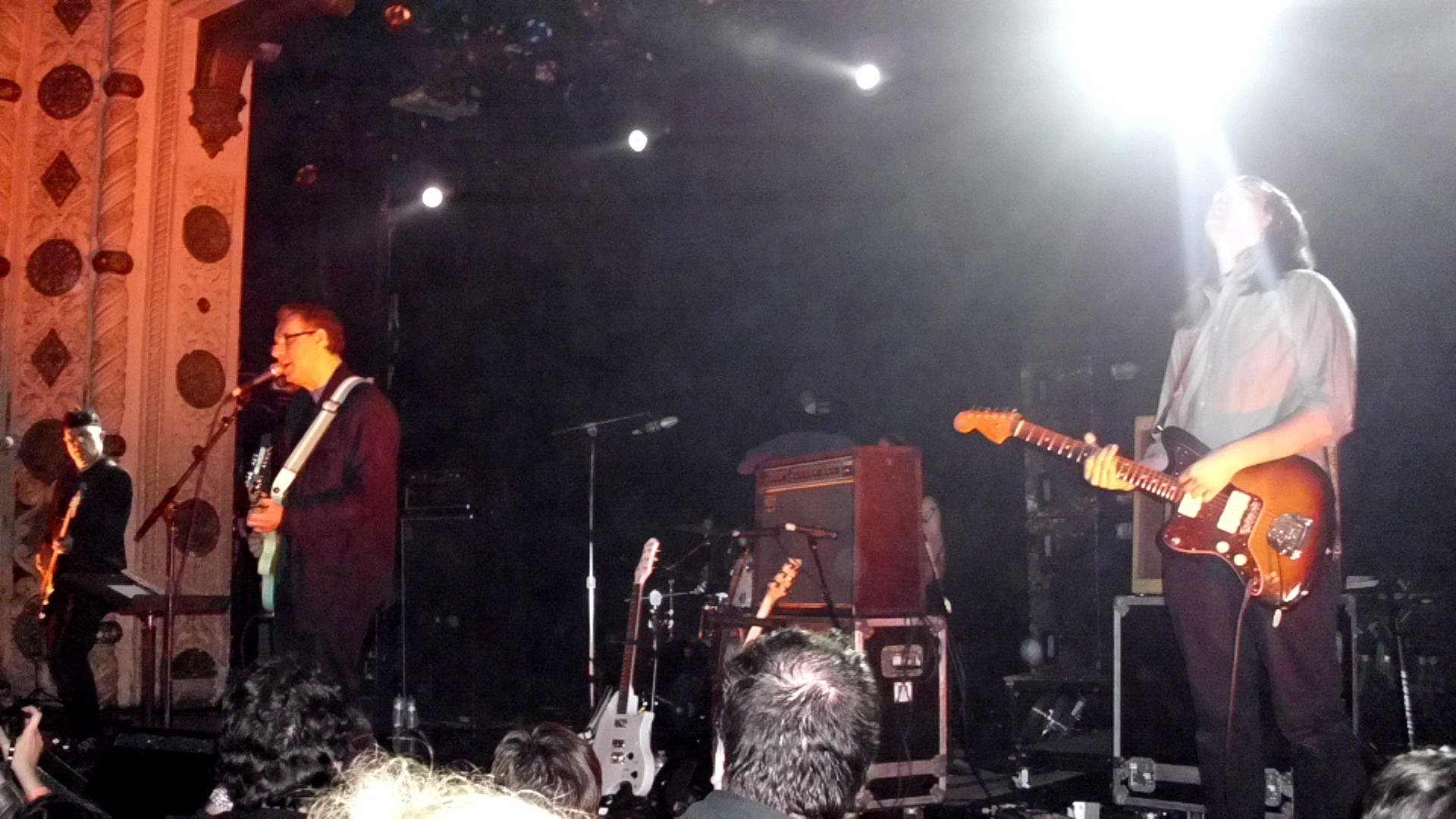
シカゴにて （2011年）

ワイヤーが後世に与えた影響は非常に大きい。1980年代や1990年代には、ユリナルズや、マニック・ストリート・プリーチャーズ、ミニットメン、ソニック・ユース、R.E.M.らがワイヤーのファンであることを公言したり、さまざまな形で表現した。R.E.Mは『ドキュメント』というアルバムでワイヤーの「Strange」をカバーする一方で、ワイヤーの「Feeling Called Love」という曲をまねて「What's the Frequency, Kenneth?」（1994年のアルバム『モンスター』に収録）という曲を制作した。
イギリスではゴシック・ロックの代表的バンド、ザ・キュアーのロバート・スミスはワイヤーのライブを観てから、ファースト・アルバム以降のサウンドにいかに大きな影響を与えたかを話すなど、ワイヤーから絶大な影響を受けたことを公言している。ブラーやエラスティカ、メンズウェアなどのブリットポップ・バンド、フランツ・フェルディナンド、ブロック・パーティ、フューチャーヘッズといったポストパンク・リヴァイヴァル・バンドにも音楽的影響を公言されている。エレクトロ・ポップ・グループ、レディトロンはワイヤーの楽曲「The 15th」をリミックスした。メンバーの一人であるルーベン・ウーはワイヤーからの音楽的影響を公言している。
また、ワイヤーはアメリカのハードコア・パンクにも影響を与え、マイナー・スレットはワイヤーの楽曲「12XU」をカバーしている。ビッグ・ブラックもワイヤーの楽曲「Heartbeat」をカバーし、シングルとしてリリースしている。

## ディスコグラフィ

### スタジオ・アルバム
- 『ピンク・フラッグ』 - Pink Flag (1977年)
- 『チェアーズ・ミッシング』 - Chairs Missing (1978年) ※旧邦題『消えた椅子』
- 『154』 - 154 (1979年)
- 『アイデアル・コピー』 - The Ideal Copy (1987年)
- 『虚実の構造』 - A Bell Is a Cup...Until It Is Struck (1988年)
- 『アンド・バック・アゲイン』 - It's Beginning to and Back Again (1989年)
- 『マンスケープ』 - Manscape (1990年)
- 『ドリル』 - The Drill (1991年)
- 『ザ・ファースト・レター』 - The First Letter (1991年) ※Wir名義
- 『センド』 - Send (2003年)
- 『オブジェクト47』 - Object 47 (2008年)
- 『レッド・バークト・トゥリー』 - Red Barked Tree (2011年)
- 『チェンジ・ビカムズ・アス』 - Change Becomes Us (2013年)
- 『ワイアー』 - Wire (2015年)
- Nocturnal Koreans (2016年)
- Silver/Lead (2017年)
- 『マインド・ハイヴ』 - Mind Hive (2020年)
- 『10:20』 - 10:20 (2020年)

### ライブ・アルバム
- 『[ライブ]ドキュメント・視覚的立証』 - Document and Eyewitness (1981年)
- It's All in the Brochure (2000年)
- Wire on the Box: 1979 (2004年) ※CD+DVD
- The Scottish Play: 2004 (2005年) ※CD+DVD
- Live at the Roxy, London – April 1st & 2nd 1977/Live at CBGB Theatre, New York – July 18th 1978 (2006年)

### EP
- Snakedrill (1986年)
- Ahead (1987年)
- The Peel Sessions (1987年)
- Kidney Bingos (1988年)
- Silk Skin Paws (1988年)
- Eardrum Buzz (1989年)
- In Vivo (1989年)
- The Third Day (2000年)
- Read & Burn 01 (2002年)
- Read & Burn 02 (2002年)
- Read & Burn 03 (2007年)
- Strays (2011年)

### コンピレーション・アルバム
- On Returning (1977-1979) (1989年)
- The Peel Sessions Album (1990年)
- 1985-1990: The A List (1993年)
- Behind the Curtain (1995年)
- Turns and Strokes (1996年)
- Coatings (1997年)
- 1977-1979 (2006年)